# Delicious Party Pretty Cure
Delicious Party♡Pretty Cure  (デリシャスパーティ プリキュア Derishasu Pāti Purikyua?) es la decimonovena temporada del anime japonés Pretty Cure, creado por Izumi Todo y producida por Toei Animation, dirigida por Toshinori Fukazawa y escrita por Sawako Hirabayashi, sucediendo a Tropical Rouge! Pretty Cure. Los temas principales de la serie son la cocina, la gratitud y el compartir, y es la segunda serie que utiliza la comida como motivo principal, siendo la primera Kirakira Pretty Cure a la Mode.

## Argumento
El reino de CooKingdom (クッキングダム Kukkingudamu?) es un lugar responsable de elaborar cocina en múltiples mundos. Pero un día, su precioso tesoro, el Recipe-Bon (レシピボン Reshipibon?) es robado por un grupo de ladrones fantasmas llamado "Bundoru Gang". Su objetivo es monopolizar la cocina capturando a las Recetas (レシピッピ Reshipippi?), pequeñas hadas que representan los platos del mundo. Como resultado, Rosemary y tres Hadas de Energía del reino son enviadas al mundo humano en la Ciudad Oishiina (おいしーなタウン Oishīna Taun?), donde conocen a Yui Nagomi y sus amigas Kokone Fuwa y Ran Hanamichi. Juntas y a quienes posteriormente se suma Amane Kasai, las cuatro se convierten en guerreras legendarias llamados Pretty Cure, para evitar que el Equipo Bundoru capture todos los Recipepes y recuperar el Recipe-Bon de ellos.

## Personajes

### Pretty Cures y Fight Cookers
Yui Nagomi (和実ゆい Nagomi Yui?) / Cure Precious (キュアプレシャス Kyua Pureshasu?)
Seiyu: Hana Hishikawa
La protagonista principal de la serie. Una chica de 13/14 años y estudiante de segundo año de secundaria en la escuela secundaria Shinsen. Es una persona relajada, sencilla y enérgica a la que le gusta comer. Su familia es propietaria de un restaurante y ella aprecia el lema de su difunta abuela: "La comida trae sonrisas". Con el poder de su compañera hada Kome-Kome, puede transformarse en su alter ego, Cure Precious, la Pretty Cure de los onigiri, cuyo color temático es el rosa. Ella se presenta diciendo "¡Rebosante de energía gracias al arroz bien caliente! ¡Cure Precious!" (あつあつごはんで、みなぎるパワー！キュアプレシャス！ Atsuatsu Gohan de, Minagiru Pawā! Kyua Pureshasu!?).
Kokone Fuwa (芙羽ここね Fuwa Kokone?) / Cure Spicy (キュアスパイシー Kyua Supaishī?)
Seiyu: Risa Shimizu
Una chica de 14 años y estudiante de segundo año de secundaria en la escuela secundaria Shinsen. Su familia es propietaria de un restaurante de alta cocina y sus compañeros tienden a verla como alguien fuera de su alcance. Ella está a la moda y es genial, además le encanta el maquillaje y las cosas lindas, pero le cuesta ser sociable con los demás y realmente es muy tímida en el fondo. Con el poder de su compañera hada Pam-Pam, puede transformarse en su alter ego, Cure Spicy, la Pretty Cure de los sándwiches, cuyo color temático es el azul. Ella se presenta diciendo "¡Con un sándwich delicado, especia para tu corazón! ¡Cure Spicy!" (ふわふわサンドで心にスパイス！キュアスパイシー！ Fuwafuwa Sando de Kokoro ni Supaisu! Kyua Supaishī!?).
Ran Hanamichi (華満らん Hanamichi Ran?) / Cure Yum-Yum (キュアヤムヤム Kyua Yamuyamu?)
Seiyu: Yuka Iguchi
Una chica de 14 años y estudiante de segundo año de secundaria en la escuela secundaria Shinsen. Su familia tiene una tienda de ramen. Es conversadora y entusiasta con la comida, y en secreto administra una cuenta en las redes sociales donde publica sobre comida. Con el poder de su compañero hada Mem-Mem, puede transformarse en su alter ego, Cure Yum-Yum, la Pretty Cure del ramen, cuyo color temático es el amarillo. Ella se presenta diciendo "¡Emoción de fideos chispeantes! ¡Cure Yum-Yum!" (きらめくヌードル・エモーション！キュアヤムヤム！ Kirameku nūdoru・emōshon! Kyua Yamuyamu!?).
Amane Kasai (菓彩 あまね Kasai Amane?) / Gentlu (ジェントルー Jentorū?) / Cure Finale (キュアフィナーレ Kyua Fināre?)
Seiyu: Ai Kayano
Una chica de 15 años y estudiante de tercer año de secundaria en la escuela secundaria Shinsen, donde era presidenta de su consejo estudiantil. Tiene un fuerte sentido de la justicia y es conocida por ser confiable. Su familia es propietaria de una frutería y tiene dos hermanos mayores. Una vez fue Gentlu (ジェントルー Jentorū?), cuyo nombre de villana viene de gentle (amable en inglés) y la palabra robar (取る torū?), una miembro de la banda Bundoru, hasta que las Pretty Cures la liberan del lavado de cerebro de Narcistoru. Usando el poder del colgante Heart Fruits, obtiene el poder de transformarse en su alter ego, Cure Finale, la Pretty Cure de los parfaits, cuyo color temático es el púrpura, aunque en el merchandice es promocionada como "dorada". Ella se presenta diciendo  "¡Dulzura en plena floración, suave y hermosamente! ¡Cure Finale!" (ジェントルにゴージャスに、咲き誇るスウィートネス！キュアフィナーレ！ Jentoru ni Gōjasu ni, Sakihokoru Sūītonesu! Kyua Fināre!?).
Takumi Shinada (品田拓海 Shinada Takumi?) / Black Pepper (ブラックペッパー Burakku Peppā?)
Seiyu: Yūma Uchida
Takumi es el amigo de la infancia de Yui y estudiante de tercer año de secundaria en la escuela secundaria Shinsen, cuya familia tiene una casa de huéspedes. Heredó un objeto llamado Piedra Deliciosa de su padre Monpei, quien posteriormente es revelado ser Cinnamon. La Piedra Delicious le permite a Takumi transformarse en su alter ego, Black Pepper. Representa a la pimienta y su color oficial es el verde. De la misma manera que Shiny Luminous y Milky Rose, Black Pepper en teoría no es un Pretty Cure, pero si un aliado para las mismas quien se une al grupo para enfrentar al Equipo Bundoru. Aunque en la serie no lo usa, gracias al stage en vivo se sabe que el tiene una presentación de la misma manera que las Pretty Cure. El se presenta diciendo ¡Un acento secreto y fragante! ¡Black Pepper! ¡Protegeré tu deliciosa sonrisa! (秘密に奏でる芳しきアクセント！ブラックペッパー！ Himitsu ni kanaderu kaguwashiki akusento! Burakku Peppā! Oishī egao wa watashi ga mamoru!?).

### Mascotas y Aliados
Kome-Kome (コメコメ KomeKome?) / Kome-Kome II (コメコメ2世 KomeKome Nisei?)
Seiyu: Natsumi Takamori
El Hada de la Energía de arroz, parecida a un zorro, que desde el episodio 3 en adelante adquiere la capacidad de transformarse en una niña humana. Nació de los poderes de su antepasado/padre, Kome-Kome I.
Pam-Pam (パムパム Pamupamu?)
Seiyu: Natsumi Hioka
El Hada Energética del pan, parecida a un perro.
Mem-Mem (メンメン Menmen?)
Seiyu: Tomoe Hanba
El Hada Energético de los fideos, parecido a un dragón.
Rosemary (ローズマリー Rōzumarī?)
Seiyu: Tomoaki Maeno
Un hombre de pelo lila que proveniente del CooKingdom, quien vino a la Tierra junto a las hadas de energía en busca del Recipe-Bon robado y de las Pretty Cure. Tiene altos estándares de belleza y sabe cosmetología, además de ser uno de los aprendices del legendario CooFighter Ginger.
Cinnamon (シナモン Shinamon?) / Monpei Shinada (品田 門平 Shinada Monpei?)
Seiyu: Tetsuhiro Ikeda
El padre de Takumi. Trabaja como pescador con Hikaru Nagomi, el padre de Yui, alrededor de todo el mundo. Es originario de CooKingdom, donde era conocido como 'Cinnamon y fue uno de los aprendices de Ginger. Pero cuando Fennel lo acusó de haber robado el Recipe-Bon, Cinnamon dejó CooKingdom y llegó a la Ciudad de Oishiina años atrás. Allí conoció a An y decidió quedarse y casarse con ella. El fue quien confió a Takumi una Piedra Deliciosa para convertirse en Black Pepper.

### CooKingdom
CooKing (クッキング Kūkingu?)
Seiyu: Takuma Suzuki
El pequeño Rey del CooKingdom.
CooQueen (クックイーン Kukkuīn?)
Seiyu: Emi Shinohara
La pequeña Reina del CooKingdom.
Chervil (セルフィーユ Serufīyu?)
Seiyu: Minami Tsuda
Un aprendiz de Cook Fighter originario del CooKingdom.
Ginger (ジンジャー Jinjā?)
Seiyu: Yoshito Yasuhara
El antiguo líder de los Cook Fighters y mentor de Rosemary, Cinnamon y Fennel.
Kome-Kome I (コメコメ1世 KomeKome Ichisei?) / Connectal Mochimochitto Fukkurara Glucógeno Komex I (コネクトル・モチモチット・フックララ・グリコーゲン・コメックス1世 Konekutoru Mochimochitto Fukkurara Gurikōgen Komekkusu Ichisei ?)
Seiyu: Natsumi Takamori
Ancestro/padre de Kome-Kome II, conocido por sus extraordinarios poderes. Hace veinte años, viajó con Ginger y las otras Hadas de la Energía a la Ciudad Oishino. Después de enterarse por Yui y las demás Cures del futuro que la comida y los recuerdos asociados con el estarían en peligro, se sacrificó, usando su energía para proteger la ciudad de Oishiina, dando nacimiento a la actual Kome-Kome.

### Equipo Bundoru
Los principales antagonistas de la serie, el Equipo Bundoru (ブンドル団 Bundoru Dan?) son un grupo de ladrones fantasmas responsables de robar el Recipe-Bon de CooKingdom, buscando monopolizar los platos capturando todas las recetas.
Fennel (フェンネル Fen'neru?) / Godatz (ゴーダッツ Gōdattsu?)
Seiyu: Satoshi Mikami
El principal antagonista de la serie, se presenta inicialmente bajo el nombre de Godatz y es el líder del Equipo Bundoru. Godtaz que quiere recolectar todas las recetas y poseer todo tipo de cocinas. El episodio 41 revela que él es Fennel, el Capitán de la Guardia Imperial de CooKingdom que fue uno de los aprendices de Ginger. Sin embargo, después de que Ginger eligió a Cinnamon en lugar de él, sus celos lo llevaron a convertirse en Godatz. En el Episodio 44, es derrotado y pierde las dos Piedras Deliciosas a manos de las Pretty Cure y Black Pepper, lo que lo devuelve a su yo original. En el episodio final es arrestado por sus crímenes y encarcelado en la prisión del CooKingdom.
Secretoru (セクレトルー Sekuretorū?)
Seiyu: Sayaka Kinoshita
La segunda al mando de la banda Bundoru, que tiene una forma de hablar insidiosa, y quien no es buena cocinando. En el episodio 42, Godatz la traiciona y esta termina en la cárcel, pero se termina volviendo amiga de la madre de Kokone. Ella es quien le revela a las Pretty Cure como derrotar a Godatz. Su nombre viene de Secretaria y la palabra robar (取る torū?).
Narcistoru (ナルシストルー Narushisutorū?)
Seiyu: Shūhei Sakaguchi
El autoproclamado genio del Equipo Bundoru, que inventa nuevos artilugios para fortalecer a los Ubauzo. Fue el quien secuestro y le lavo el cerebro a Amane para convertirla en Gentlu. En el episodio 28 revela que alguna vez fue residente de CooKingdom, pero debido a su incapacidad para disfrutar de la comida se convirtió en un paria y decidió unirse al equipo Bundoru: en el mismo episodio, es derrotado y arrestado. En el episodio 37, escapa de la prisión cuando Secretoru intenta atacarlo y es protegido por las Cures y se vuelve su aliado, pero al final de la serie deja que las Cures lo envíen de regreso a la cárcel del CooKingdom, cumpliendo servicio comunitario. Su nombre viene de Narciso y la palabra robar (取る torū?).
Spiritoru (スピリットルー Supirittorū?)
Seiyu: Mitsuaki Kanuka
El alegre robot de Bundoru Gang, creado por Narcistoru y impulsado por una Piedra Deliciosa. Spiritoru fue programado originalmente teniendo en cuenta los gustos de Narcistoru y era amable con tendencias de animadora. En el Episodio 27, Narcistoru quita su Piedra Deliciosa, desactivándolo. En el Episodio 28, Secretoru lo restaura con otra Piedra Deliciosa Especial para que pueda volver a realizar misiones y lo reprograma para que sea más serio y orientado a las tareas. En el episodio 45, es reprogramado y se vuelve bueno después de darse cuenta del valor de compartir comida con los demás. Su nombre viene de Espíritu y la palabra robar (取る torū?).
Ubauzo (ウバウゾー Ubauzō?)
Seiyu: Soshiro Hori
Los robots usados por el equipo Bundoru. Su nombre se deriva de la frase "robar" (奪う ubau?). Son creados por utilizando los Recipepes robados y el contenedor de Bundoru Gang. Al ser purificados por las Cures, dicen "Estoy lleno~" (オナカイッパ～イ Onakaippai?) y los Recipepes se liberan del contenedor. Posteriormente Gentlu (Amane) crea unos Ubauzo más fuertes, que se crean a partir de la caja bento de los miembros del Equipo Bundoru cuando usan su poder diciendo ""¡Déjame darte mi poder!" (何時に, 我が力を授けよう Nanji ni, waga wo sazukeyou?). Haciendo que aparezca el logotipo del equipo en los monstruos. Posteriormente una nueva variedad llamada Motto Ubauzo (もっと.ウバウゾー Motto Ubauzō?) es creada por Narcistoru, quien posteriormente puede fusionar dos objetos poseídos, mientras Spiritoru por su parte logra crear una variedad de Motto Ubauzo al fusionar un objeto para cocinar y un objeto que no es para cocinar para crear un Lema Ubauzo. Finalmente, Secretoru crea a una última variedad más poderosa llamada Gossori Ubauzo (ゴッソリウバウゾー Gossori Ubauzō?).
Mini Spiritoru (ミニスピリットルー Mini Supirittorū?)
Seiyu: Mitsuaki Kanuka
Los pequeños robots del Equipo Bundoru, que se parecen a Spiritoru y actúan como soldados.

### Familias de las Pretty Cure y Fight Cookers
Akiho Nagomi (和実 あきほ Nagomi Akiho?)
Seiyu: Chie Nakamura (Eps. 1-34), Ayumi Tsunematsu (Eps. 39-45)
La madre de Yui y propietaria del Nagomi Diner.
Hikaru Nagomi (和実 ひかる Nagomi Hikaru?)
Seiyu: Hidenobu Kiuchi
El padre de Yui. Trabaja como pescador con Monpei Shinada alrededor de todo el mundo. Antes de casarse con Akiho, su nombre original era Hikaru Shioda  (潮田 ひかる Shioda Hikaru?). Trabaja principalmente en el extranjero, principalmente en Estados Unidos.
Yone Nagomi (和実 よね Nagomi Yone?)
Seiyu: Yoshiko Miyazaki
La difunta abuela de Yui. Introdujo el símbolo característico del Maneki-neko en la ciudad de Oishiina y es recordada por sus proverbios y sabiduría, así como por su fuerza física. Posteriormente se revela que ella es la narradora de la serie.
Hatsuko Fuwa (芙羽 はつこ Fuwa Hatsuko?)
Seiyu: Toa Yukinari
La madre de Kokone.
Shousei Fuwa (芙羽 しょうせい Fuwa Shōsei?)
Seiyu: Taisuke Nakano
El padre de Kokone.
Koshinosuke Hanamichi (華満 こしのすけ Hanamichi Koshinosuke?)
Seiyu: Atsushi Ono
El padre de Ran.
Tsurune Hanamichi (華満 つるね Hanamichi Tsurune?)
Seiyu: Ai Kobayashi
La madre de Ran.
Rin Hanamichi (華満りん Hanamichi Rin?)
Seiyu: Rie Kawamura
La hermana menor de Ran.
Run Hanamichi (華満 るん Hanamichi Run?)
Seiyu: Akane Yamaguchi
El hermano menor de Ran.
Shuichi Kasai (菓彩 しゅういち Kasai Shūichi?)
Seiyu: Keisuke Fujii
El padre de Amane.
Botan Kasai (菓彩 ぼたん Kasai Botan?)
Seiyu: Naomi Shindō
La madre de Amane.
Yuan Kasai (菓彩 ゆあん Kasai Yuan?) & Mitsuki Kasai (菓彩 みつき Kasai Mitsuki?)
Seiyu: Toshiya Miyata
Los hermanos gemelos mayores de Amane.
An Shinada (品田 あん Shinada An?)
Seiyu: Saori Ōnishi
La madre de Takumi, que trabaja en Nagomi Diner y también es propietaria de Fuku-An. Es la esposa de Cinnamon.

### Habitantes de la Ciudad Oishiina
Wakana Tamaki (玉木 わかな Tamaki Wakana?)
Seiyu: Ikumi Hasegawa
Compañera de Yui del club de fútbol.
Mashiba Tamaki (玉木 ましば Tamaki Mashiba?)
Seiyu: Kōichi Sōma
El padre de Wakana, apasionado por los deportes.
Iroha Endo (遠藤 いろは Endo Iroha?), Risa Takada (高田 りさ Takada Risa?) & Ena Nagase (長瀬 えな Nagase Ena?)
Seiyus: Takako Tanaka (Iroha), Rie Kawamura (Risa) & Miyuri Shimabukuro (Ena)
Las amigas de Kokone.
Todoroki (轟 Todoroki?)
Seiyu: Shōto Kashii
El mayordomo de Kokone.
Shinpei Takagi (高木 晋平 Takagi Shinpei?)
Seiyu: Noriaki Kanze
Un estudiante de la escuela secundaria Shinsen. Dice muchas mentiras para impresionar a sus compañeros de clase, pero en realidad ha estado teniendo problemas desde que su hermano mayor se mudó a estudiar en otra ciudad. Su hermano lo había cuidado cuando era pequeño, ya que sus padres estaban ocupados atendiendo la tienda familiar.
Moe Yamakura (山倉 もえ Yamakura Moe?)
Seiyu: Ikumi Hasegawa
La vicepresidente del consejo estudiantil de la escuela secundaria Shinsen.
Saki Matsuyama (松山 美枝 Matsuyama Saki?)
Seiyu: Roko Takizawa
Una señora mayor que es la dueña de una tienda de dulces tradicionales japoneses.
Yosuke Minato (湊 陽佑 Minato Yosuke?) & Asae Sakurai (櫻井 麻恵 Sakurai Asae?)
Seiyu: Makoto Yasumura (Yosuke) y Rie Kawamura (Asae)
Los dos amigos de la infancia de Takumi.
Takao Fujino (藤野 タカオ Fujino Takao?) & Miyako Fujino (藤野 みやこ Fujino Miyako?)
Seiyu:Ikuto Kawamachi (Takao) & Takako Tanaka (Miyako)
Un matrimonio que dirige un restaurante de yakisoba.

### Otros Personajes
Maira Isuki (マイラ・イースキ Maria Īsuki?)
Seiyu: Azumi Waki
La princesa de la lejana isla de Isuki, que se parece a Yui excepto por el color de sus ojos y su personalidad tímida y serena. Años atrás conoció a Monpei, quien le regaló un gato de la suerte.
Genma Itak (ゲンマ・イースキ Genma Ītaku?)
Seiyu:Atsuki Tani
El mayordomo de Maira.
Sanza Isuki (サンザー・イースキ Sanzā Īsuki?)
Seiyu: Yuki Yonai
La malvada prima mayor de Maira que intenta expulsarla del trono, considerándola incapaz de ser reina.
Matasaburo Asai (浅井又三郎 Asai Matasaburo?)
Seiyu: Jiro Saito
Un anciano que ocasionalmente regresa a la ciudad de Oishiina para visitar sus alrededores.
Kosuke Asai (浅井 宏輔 Asai Kōsuke?)
Seiyu: Yuki Urushiyama
Nieto de Matasaburo, quien sueña con convertirse en beisbolista profesional.
Hanna Tatemoto (館本 飯菜 Tatemoto Hanna?) / Tatemotte (たてもってぃ Tatemotte?)
Seiyu: Emiri Katō
Una influencer gourmet.

### Personajes Exclusivos de la Película
Cait Sith (ケットシー Ketto Shī?)
Seiyu: Natsuki Hanae
El director de Dreamia y el principal antagonista de Delicious Party Pretty Cure: El Almuerzo de los Niños Soñadores.
Robots Dreamia (ドリーミアロボット Dorīmia Robotto?)
Seiyus: Shinji Mizuta y Kenshirō Kawanishi
Los robots de Dreamia y seguidores de Cait Sith.